# Homalomena longipes
Homalomena longipes är en kallaväxtart som beskrevs av Elmer Drew Merrill. Homalomena longipes ingår i släktet Homalomena och familjen kallaväxter.
Artens utbredningsområde är Sumatera. Inga underarter finns listade.